# 14447 Hosakakanai
14447 Hosakakanai eller 1992 VL är en asteroid i huvudbältet som upptäcktes den 2 november 1992 av de båda japanska astronomerna Kazuro Watanabe och Kin Endate vid Kitami-observatoriet. Den är uppkallad efter den japanske astronomen Kanai Hosaka.
Asteroiden har en diameter på ungefär 8 kilometer.